# Ushitaro Kamia
Ushitaro Kamia (São Paulo, 1 de julho de 1946) é um advogado e político brasileiro atualmente filiado ao Podemos. Foi deputado federal pelo estado de São Paulo entre 1995 e 1999 e vereador da capital paulista por 2 mandatos.

## Carreira política
Filho de Ushi Kamia e de Kamado Kamia, estudou Administração de Empresas, Contabilidade e Direito nas Faculdades Integradas de Guarulhos e concluiu os cursos, respectivamente, nos anos de 1976, 1977 e 1981.
Em 1988, filiou-se ao PSB para disputar a eleição municipal, sendo eleito vereador com 16.747 votos. Empossado em fevereiro de 1989, participou no mesmo ano de um seminário sobre reciclagem de lixo nas grandes cidades realizado em Berlim. Foi reeleito em 1992, obtendo 24.717 votos.
Em 1994, também pelo PSB, Kamia concorreu a uma vaga de deputado federal. Foi o único candidato do partido eleito para o cargo, com 35.415 votos (boa parte deles na Zona Norte paulistana, uma de suas bases eleitorais) - com 0,19%, terminou proporcionalmente empatado com Almino Afonso e Tuga Angerami (ambos do PSDB). Pouco depois de assumir sua vaga na Câmara dos Deputados, filiou-se ao PPB (atual Progressistas).
Em 1998, concorreu à reeleição, e apesar de ter conseguido 49.819 votos, ficou de fora da legislatura 1999–2003. Filiado ao PFL, foi derrotado na eleição de 2000 e não concorreu em 2002. Voltou à Câmara Municipal de São Paulo em 2004, com 39.700 votos e reeleito 4 anos depois. Foi acusado em 2009 de crime eleitoral, por ter omitido informações sobre seu patrimônio na declaração de bens apresentada à Justiça Eleitoral no ano anterior, mas não houve provas e foi absolvido (por seis votos a zero) e mantido no cargo.
Em 2012, não conquistou seu quinto mandato como vereador, tendo obtido 22.683 votos pelo PSD, e foi novamente derrotado nas urnas em 2016 (estava na época filiado ao PDT), quando foi lembrado por 18.608 eleitores.
Em 2020, Kamia tentou novamente regressar à Câmara Municipal, desta vez pelo Podemos, mas novamente não teve sucesso: ficou em 105º lugar, com 9.255 votos.